# Nada (canción de Sponsors)
"Nada" es una canción y sencillo creada por Joaquín Levinton e interpretada por la banda argentina Sponsors, siendo una de las canciones más conocidas del grupo. Fue lanzada como tema N.º 5 del álbum 110%, que salió a la venta el 20 de junio de 2008.

## La letra
La letra habla sobre un amor (o mejor dicho un desamor) que, justamente no se compara con "Nada". Tratar de no encerrarse para salir a su encuentro y a lo que hay dentro de su corazón (y busca recordar su pasado en el mismo, queriendo saber que es lo que hizo el, y que fue lo que le hizo ella).

## Circunstancias relacionadas
- Nada tiene fragmentos de Ocho cuarenta, del cantante cordobés Rodrigo.
- Nada, también es el primer corte de difusión del álbum.

## Versiones
- La versión original se encuentra en el primer disco.